# Perspassing
Een perspassing is een verbindingsprincipe waarbij een as in een gat (naaf) wordt geperst, waarbij de as eigenlijk te groot is.

## Principe
Het gebruik van een perspassing is het verbinden van een as en naaf. Hierdoor wordt een krachtoverdracht gerealiseerd in zowel de radiale richting als de axiale richting.
Het realiseren van een perspassing geschiedt door een bepaalde maattolerantie toe te kennen aan zowel de as en de naaf. Hierbij ontstaat een bepaalde maximale en minimale speling. De nauwheid van deze speling in combinatie met het materiaal en oppervlakteruwheid bepaalt uiteindelijk de maximale kracht die overgedragen kan worden door deze verbinding, ervan uitgaande dat de as na het persen niet meer beweegt ten opzichte van de naaf.
Het ISO-passingstelsel bevat een vaste combinatie van maattoleranties op de as en naaf. Hierbij onderscheidt men drie soorten passingen: losse, overgangs- en vaste passingen. Deze gaat uit van een maattolerantie van H7 of H6 op het gat, waarbij de as zich hierop moet aanpassen. Door de maattolerantie van H6 of H7 als standaard te gebruiken, kan een fabrikant van werktuigbouwkundige producten gemakkelijker voldoen aan de vraag, aangezien men maar één set ruimers hoeft aan te schaffen. De as wordt dan naar aanleiding van de gewenste passing op maat gedraaid.

## Berekeningen
Voor het bepalen van de passing en de uiteindelijke kracht die opgenomen kan worden, kan men gebruikmaken van formules die rekening houden met de materiaaleigenschappen, oppervlakteruwheid van beide onderdelen, grootte van de onderdelen, de lengte en of de as een gat bevat.

## Hulpmiddelen voor de versteviging van persverbindingen
Wanneer een perspassing door middel van conventioneel persen niet sterk genoeg is, kan men gebruikmaken van verlijmen of krimpen.
Bij verlijmen past men een kleefstof toe tussen de as en naaf die beide onderdelen aan elkaar lijmt. Naast de mechanische wrijving zal de lijm bijdragen aan de kracht die benodigd is om te voorkomen dat de persverbinding verbroken wordt.
Met krimpen past men een as-naafverbinding toe die een te grote negatieve speling heeft voor conventionele persen. Men realiseert toch de perspassing door de naaf op te warmen en de as af te koelen. Hierdoor neemt de speling toe, waardoor beide onderdelen wel in elkaar geperst kunnen worden. Wanneer de temperatuur van beide onderdelen terugkeert naar kamertemperatuur is een sterke verbinding gevormd die onmogelijk los te krijgen is zonder een van de twee onderdelen te beschadigen.